# Volailles de la Drôme
Les volailles de la Drôme (pintadeaux et poulets de la Drôme) sont un élevage traditionnel dans cette partie du Dauphiné. Leurs qualités sont certifiées par un label rouge depuis le 11 mai 1995 au niveau français et par une IGP européenne depuis le 11 mai 2010.

## Historique
Selon la légende, la présence de la pintade dans la Drôme remonte à Hannibal qui, lors de son expédition contre Rome, était accompagné non seulement d'éléphants mais aussi de pintades qui auraient fait souche sur place.
Mais leur réputation gastronomique n’apparaît qu'à la fin du XIXe siècle grâce aux élevages de volailles et notamment de pintades dans le département. Cette production était commercialisée dans d’importants marchés aux volailles régionaux dont celui de Grâne.
Décennies après décennies, la production de volailles dans la Drôme s’est développée. L’attribution du label rouge aux poulets et aux pintadeaux, le 11 mai 1995, a permis d’attester la qualité supérieure des produits et de confirmer cette réputation. Depuis, ces volailles ont été protégées par l'Union européenne, grâce à une IGP datée du 11 mai 2010.

## Conditions générales de production

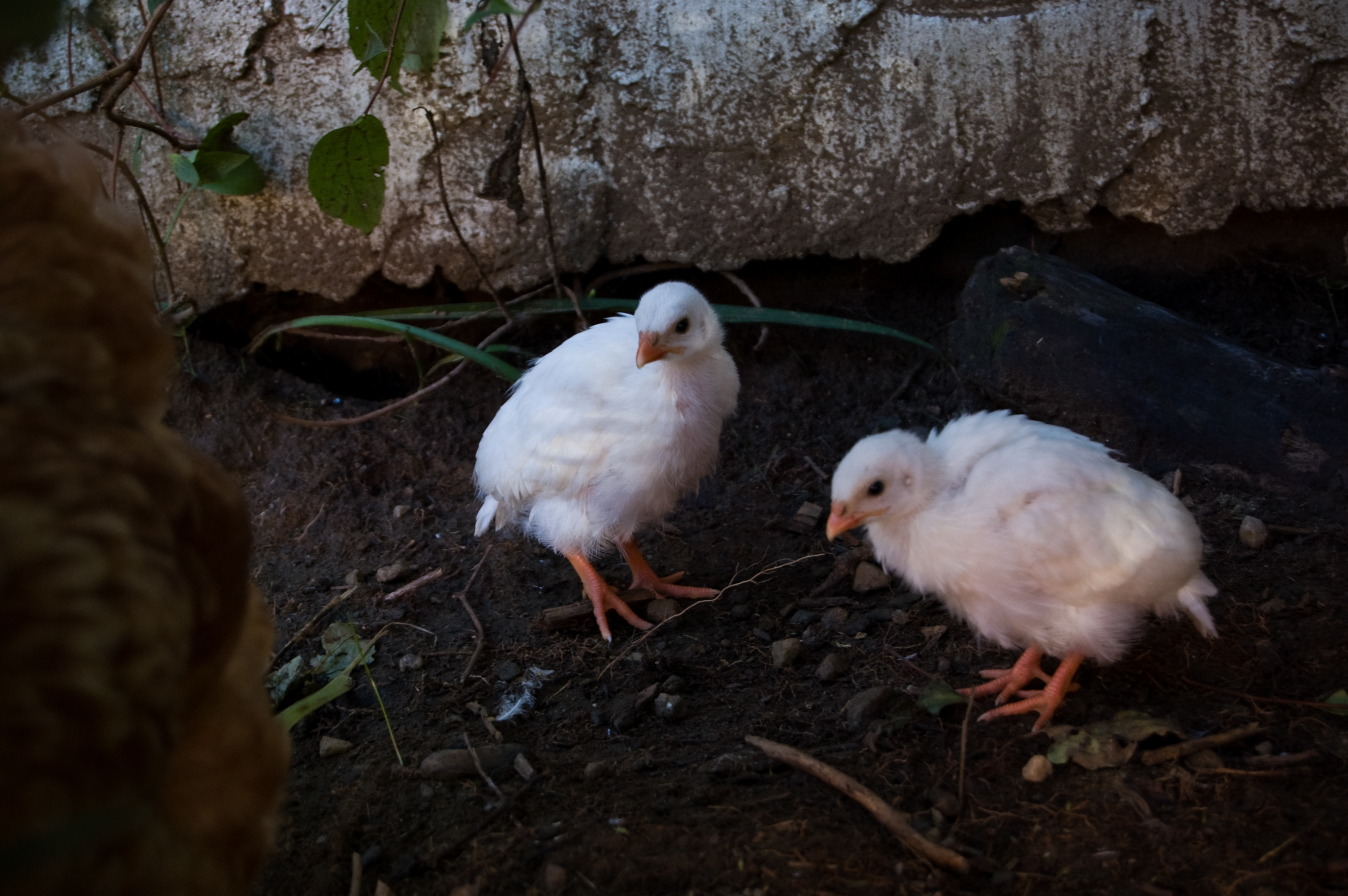
Pintadeaux de la Drôme de deux semaines

Les volailles de la Drôme sont issues d'une sélection de souches et de croisement de celles à croissance lente. Leur élevage se fait en plein air ou en liberté avec une alimentation à base de céréales. Leur abattage est réglementé (âge minimum) et le tri des carcasses se fait à l’abattoir.
Afin de permettre d’assurer la traçabilité du produit, des contrôles sont imposés : « Chaque lot de volailles fait l’objet d’enregistrements documentaires : déclaration de mise en place par l’éleveur, bons de livraison des volailles à un jour, déclaration de départ pour l’abattoir et bon d’enlèvement de l’abattoir, déclaration des étiquettes utilisées pour les volailles après abattage et déclaration des volailles déclassées. Les étiquettes sont toutes numérotées. ».
C'est dans ce cadre que ces volailles sont certifiées par un organisme indépendant: Qualité France SAS.
Certaines clauses du cahier des charges de l'IGP peuvent faire l'objet d'une suspension temporaire pour des motifs sanitaires, comme en novembre 2023 afin de lutter contre la propagation du virus influenza aviaire hautement pathogène (IAHP).

## Zone de production
L'élevage doit être réalisée dans les 369 communes de la Drôme, dont l'altitude moyenne est inférieure à 500 mètres. Dans cette zone le climat ensoleillé et venté, ainsi que les sols filtrant l'eau, favorisent au cours de la journée la sortie en volière. Des communes des départements voisins peuvent revendiquer l'IGP, Isère (112 communes), Ardèche (82 communes), Hautes-Alpes (44 communes), Vaucluse (42 communes) et Alpes-de-Haute-Provence (16 communes), soit 665 communes en tout.

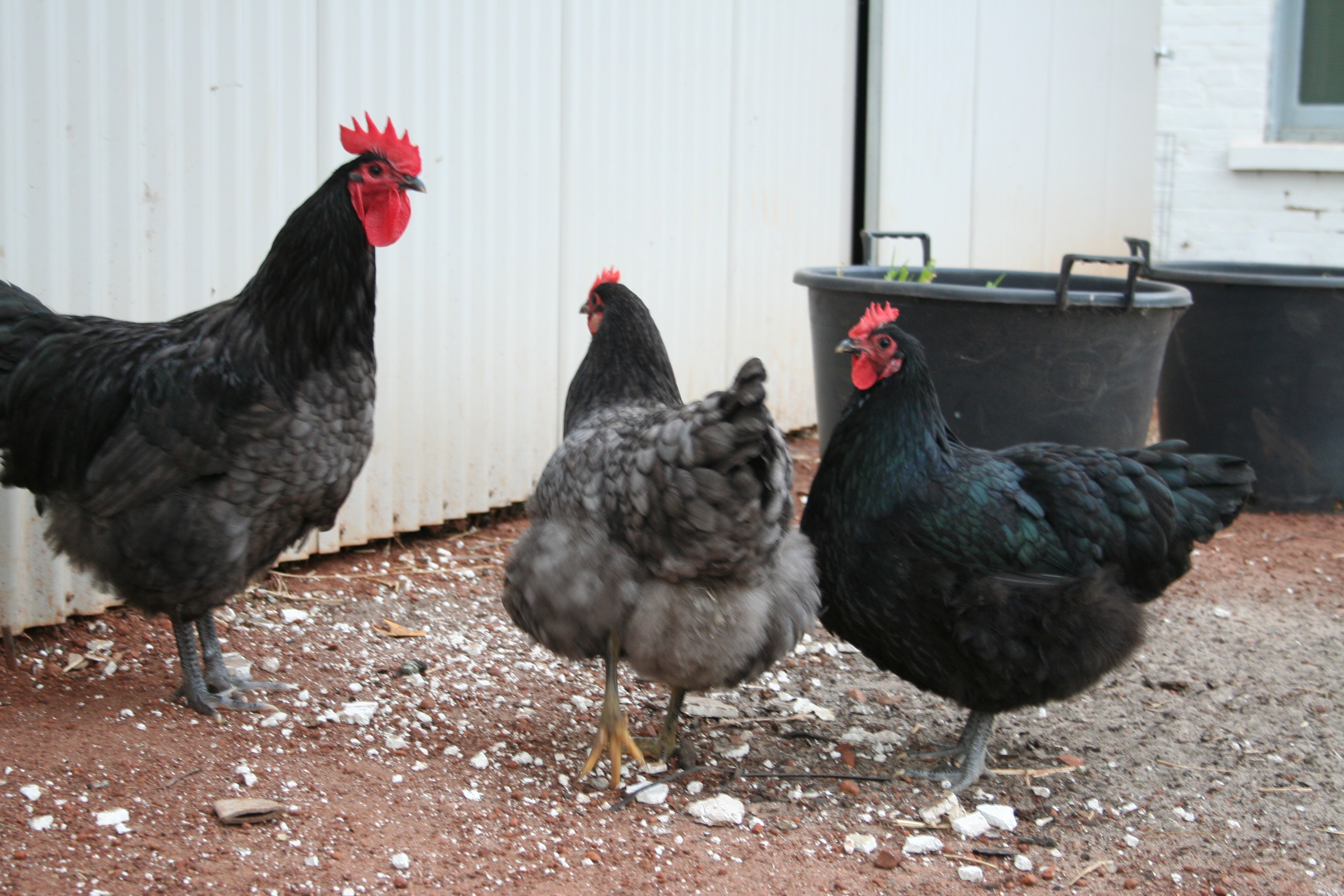
Poules noires
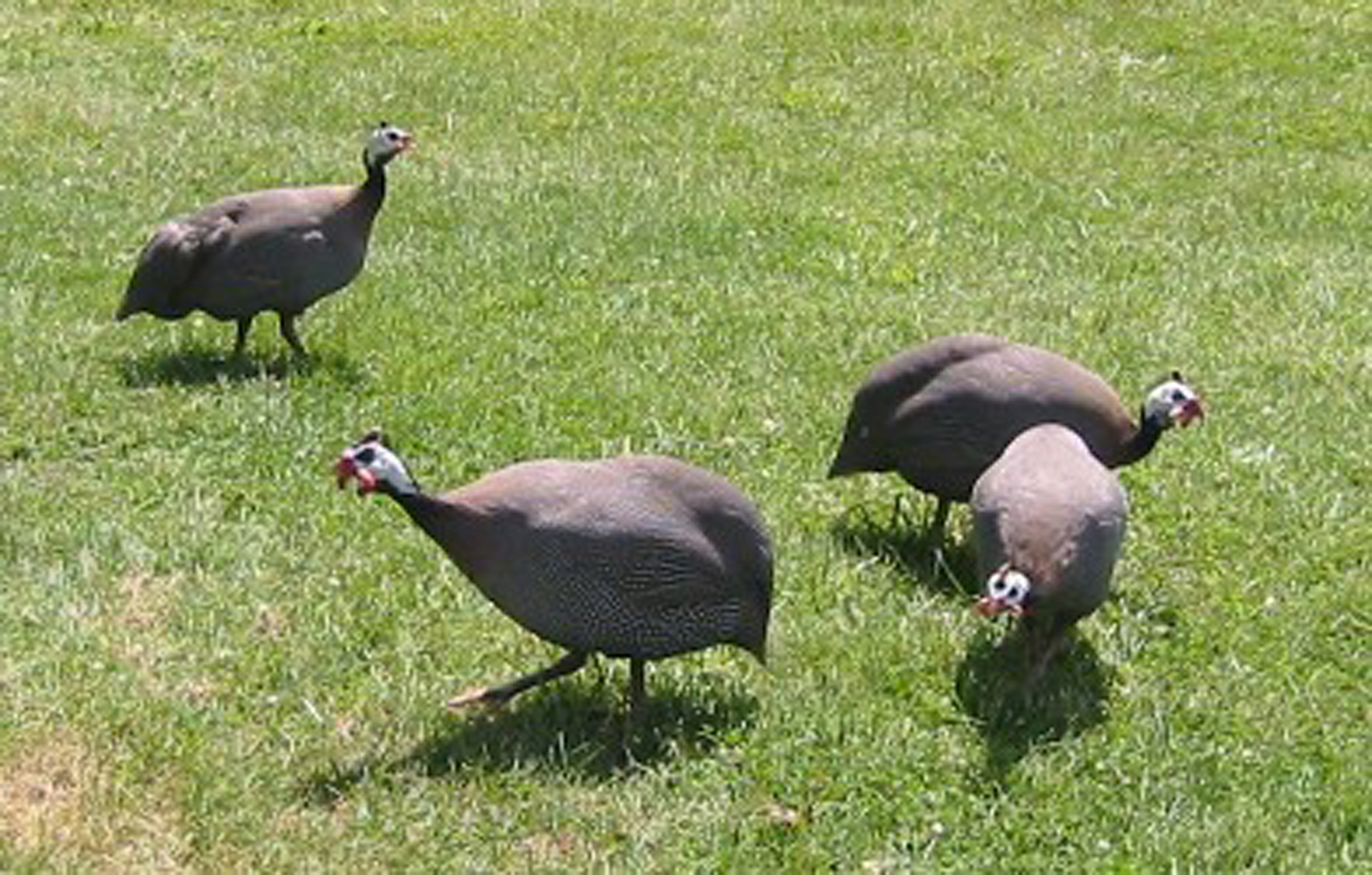
Pintades en plein air
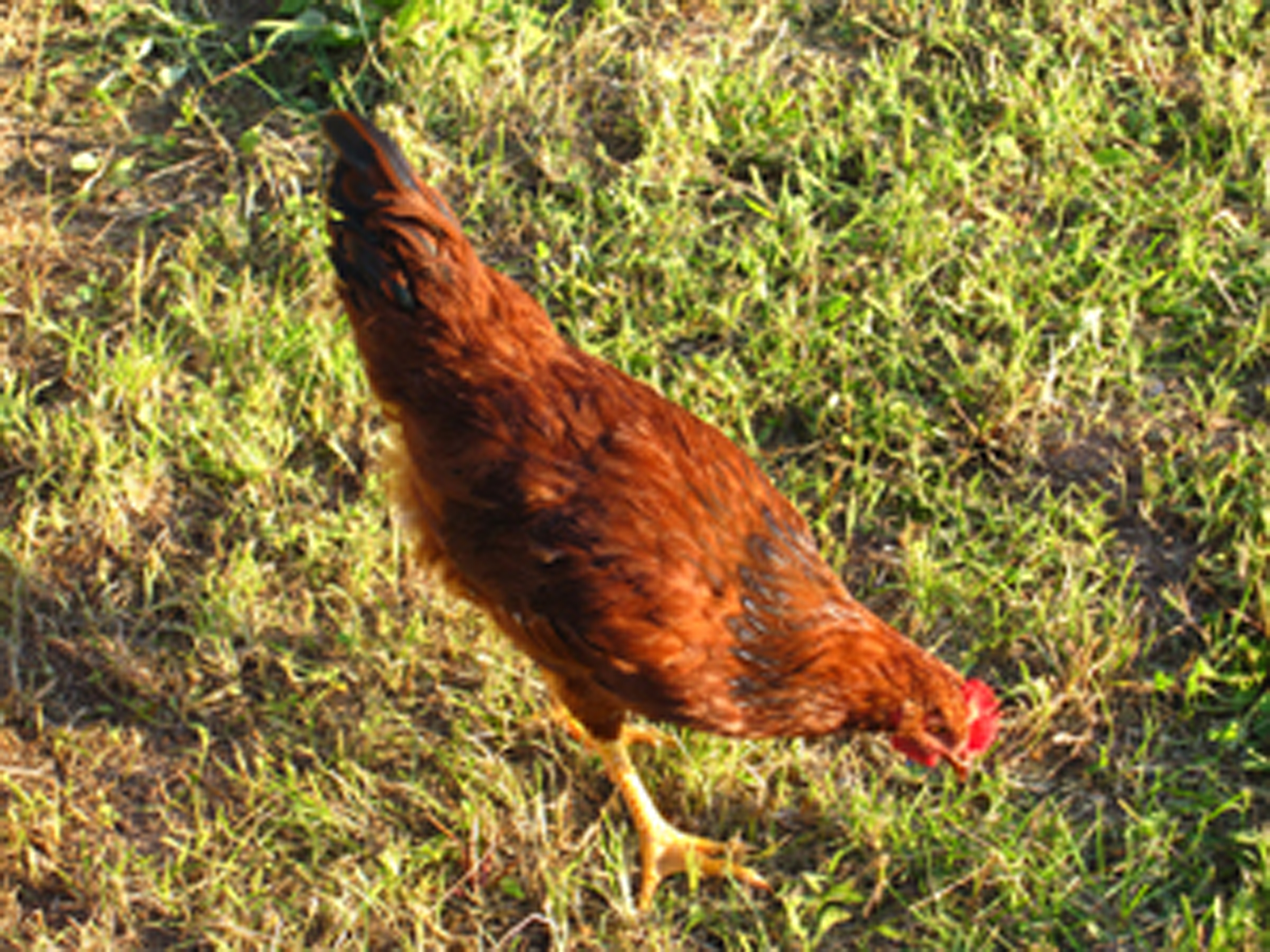
Poulet jaune picorant

## Pintadeaux de la Drôme
Protégés par un label rouge et une IGP (Indication géographique protégée), deux critères distinctifs de qualité, ces pintadeaux se présentent avec un plumage gris, bleuâtre et des pattes foncées. Élevés en plein air, ils sont abattus après 87 à 100 jours (treize semaines en général). Leur alimentation est composée à 100 % de végétaux, de minéraux et de vitamines dont 70 % de céréales.
Ces volailles sont commercialisées quand leur poids ne dépasse pas les 2 kilos. Leurs qualités organoleptique sont alors parfaites. Avec un port plus traditionnel, i, aspect plus sauvage, le pintadeau est plus musclé et plus ferme que les simples pintades. Sa sélection, son alimentation et ses conditions d'élevage lui confèrent « des qualités gustatives spécifiques (goût prononcé, flaveur délicate et jutosité, peau moins amère, filets moins gras en bouche mais texture plus moelleuse). ».

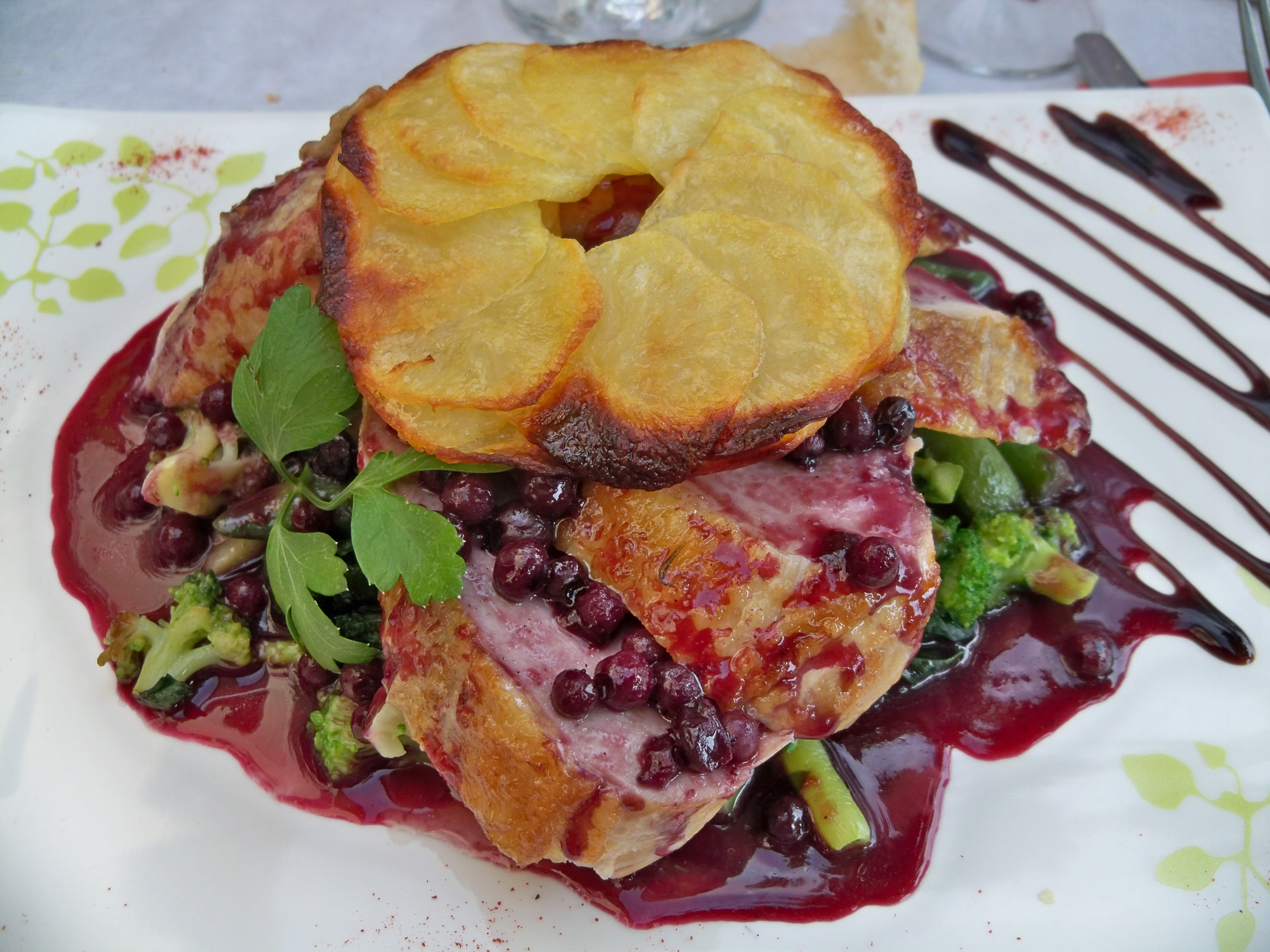
Filets de pintadeau aux myrtilles
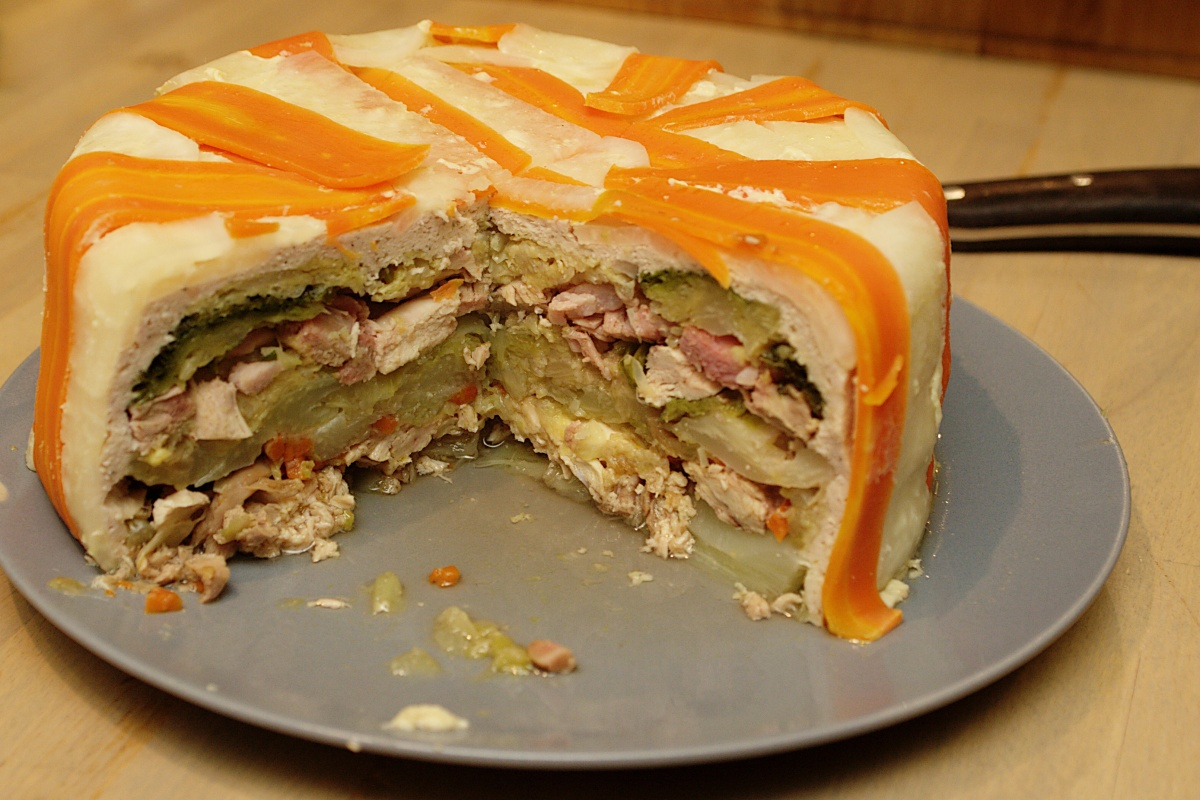
Chartreuse de pintadeau de la Drôme
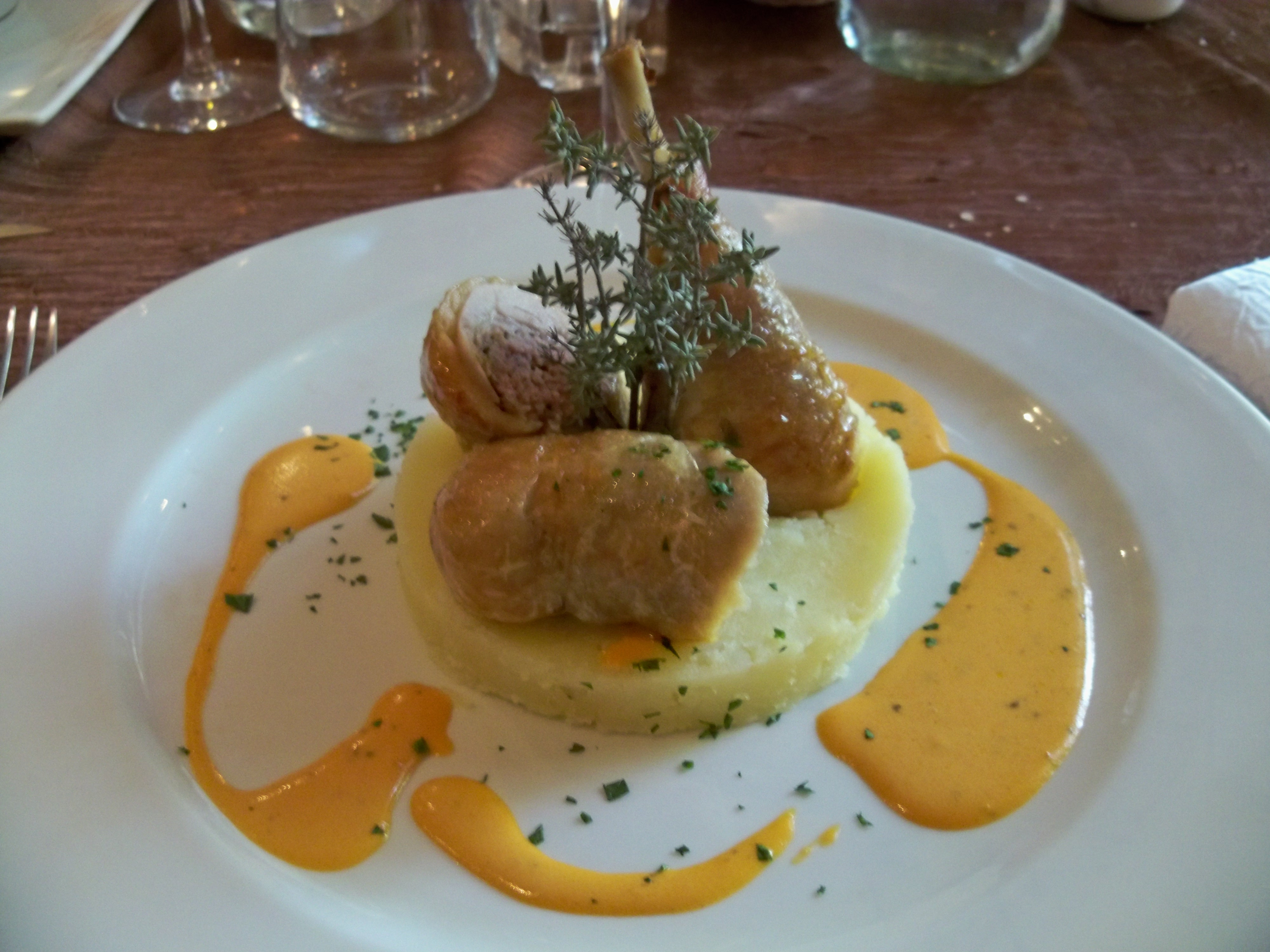
Cuisse de pintadeau farcie sauce lait de coco

## Poulets de la Drôme
Seuls ont droit aux critères de qualité (label rouge et IGP), des poulets aux couleurs caractéristiques, soit un poulet noir (plumage et pattes noires, peau blanc-gris), soit un poulet jaune (plumage marron, pattes et peau jaune soleil). Ces deux races, qui sont élevées en plein air, bénéficient d'une alimentation composée à 100 % de végétaux, minéraux et de vitamines dont 80 % de céréales. L'abattage du poulet a lieu après au minimum 81 jours.
C'est dans le cadre de ce cahier de charges que sont sélectionnés les poulets fermiers bio. Ils sont issus  des poulets jaunes. Si les conditions d'abattage sont identiques (81 jours de vie), leur alimentation doit être à 100 % issue de végétaux, de minéraux et de vitamines.

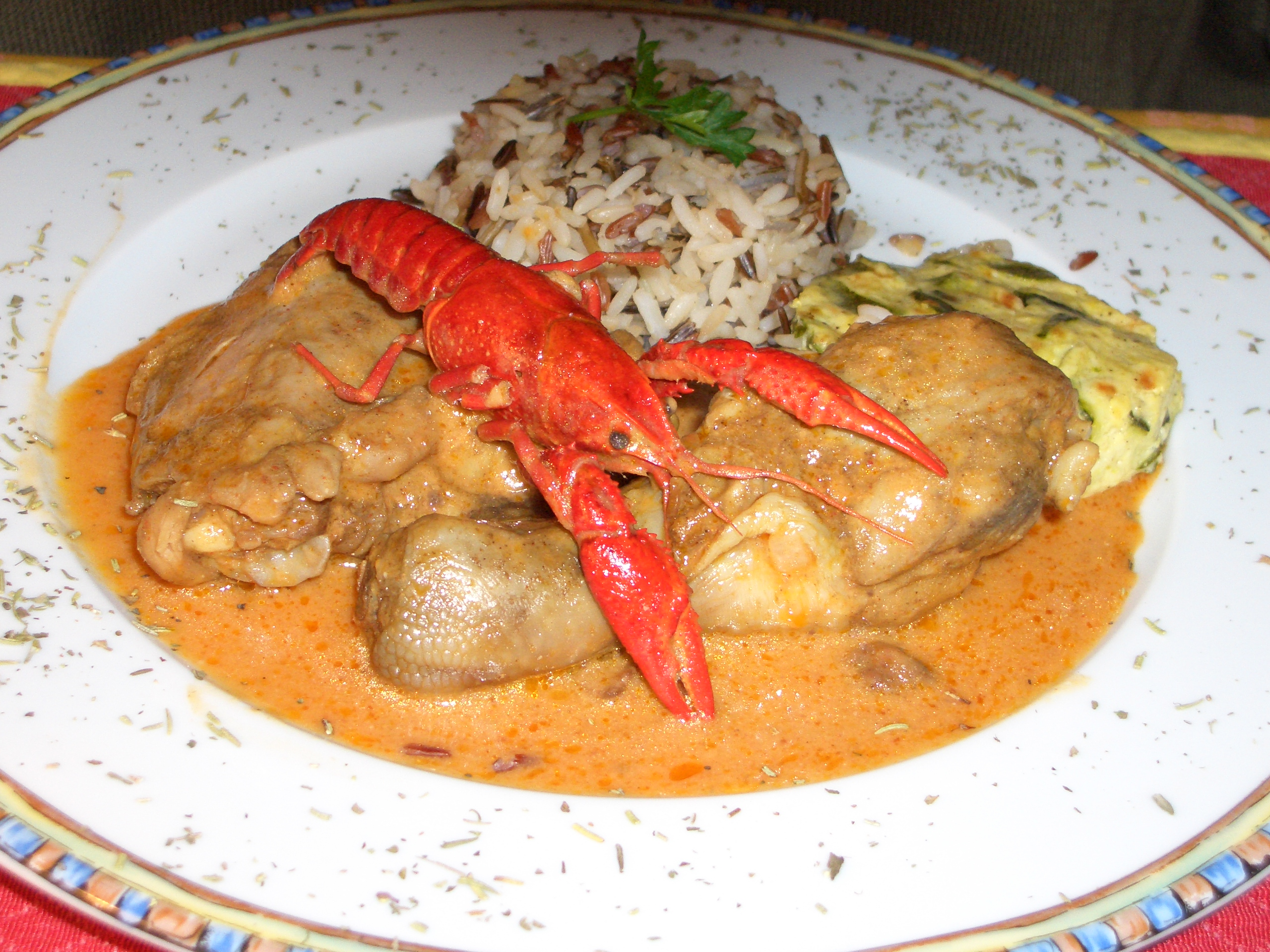
Poulet de la Drôme, langoustine et riz de Camargue

## Festivité
Une fête du poulet se déroule chaque année à Saint-Laurent-d'Onay à la mi-juillet.